# Mistrovství Evropy ve futsalu
Mistrovství Evropy ve futsalu je nejvyšší evropský turnaj ve futsalu, který řídí Unie evropských fotbalových asociací (UEFA). Jeho historie sahá do roku 1996, kdy se ve Španělsku uskutečnilo první mistrovství Evropy. Turnaj se koná vždy po dvou letech. Momentálně probíhají jen mužské kategorie.
Mistrovství Evropy neslouží jako kvalifikace na Mistrovství světa. Reprezentační družstva si účast na MS musí vybojovat v evropské kvalifikaci, které rovněž řídí UEFA.

## Přehled jednotlivých turnajů
| Rok          | Pořadatel   |             | Finále             | Finále      | Finále     |            | O třetí místo | O třetí místo | O třetí místo |
| Rok          | Pořadatel   | Vítěz       | Skóre              | 2. místo    | 3. místo   | Skóre      | 4. místo      |               |               |
| 1996 Detaily | Španělsko   | Španělsko   | 5 : 3              | Rusko       | Belgie     | 3 : 2      | Itálie        |               |               |
| 1999 Detaily | Španělsko   | Rusko       | 3 : 3 (4 : 2 pen.) | Španělsko   | Itálie     | 3 : 0      | Nizozemsko    |               |               |
| 2001 Detaily | Rusko       | Španělsko   | 2 : 1              | Ukrajina    | Rusko      | 2 : 1      | Itálie        |               |               |
| 2003 Detaily | Itálie      | Itálie      | 1 : 0              | Ukrajina    | Španělsko  | nehrálo se | Česko         |               |               |
| 2005 Detaily | Česko       | Španělsko   | 2 : 1              | Rusko       | Itálie     | 3 : 1      | Ukrajina      |               |               |
| 2007 Detaily | Portugalsko | Španělsko   | 3 : 1              | Itálie      | Rusko      | 3 : 2      | Portugalsko   |               |               |
| 2010 Detaily | Maďarsko    | Španělsko   | 4 : 2              | Portugalsko | Česko      | 5 : 3      | Ázerbájdžán   |               |               |
| 2012 Detaily | Chorvatsko  | Španělsko   | 3 : 1              | Rusko       | Itálie     | 3 : 1      | Chorvatsko    |               |               |
| 2014 Detaily | Belgie      | Itálie      | 3 : 1              | Rusko       | Španělsko  | 8 : 4      | Portugalsko   |               |               |
| 2016 Detaily | Srbsko      | Španělsko   | 7 : 3              | Rusko       | Kazachstán | 5 : 2      | Srbsko        |               |               |
| 2018 Detaily | Slovinsko   | Portugalsko | 3 : 2              | Španělsko   | Rusko      | 1 : 0      | Kazachstán    |               |               |
| 2022 Detaily | Nizozemsko  | Portugalsko | 4 : 2              | Rusko       | Španělsko  | 4 : 1      | Ukrajina      |               |               |

## Medailové bilance zemí
| Pořadí | Země        | Vítězství                                    | Druhé místo                            | Třetí místo          | Čtvrté místo   | Semifinále |
| ------ | ----------- | -------------------------------------------- | -------------------------------------- | -------------------- | -------------- | ---------- |
| 1.     | Španělsko   | 7 (1996, 2001, 2005, 2007, 2010, 2012, 2016) | 2 (1999, 2018)                         | 2 (2014, 2022)       |                | 1 (2003)   |
| 2.     | Itálie      | 2 (2003, 2014)                               | 1 (2007)                               | 3 (1999, 2005, 2012) | 1 (1996)       |            |
| 4.     | Portugalsko | 2 (2018. 2022)                               | 1 (2010)                               |                      | 1 (2014)       |            |
| 3.     | Rusko       | 1 (1999)                                     | 6 (1996, 2005, 2012, 2014, 2016, 2022) | 3 (2001, 2007, 2018) |                |            |
| 5.     | Ukrajina    |                                              | 2 (2001, 2003)                         |                      | 2 (2005, 2022) |            |
| 6.     | Česko       |                                              |                                        | 1 (2010)             |                | 1 (2003)   |
| 7.     | Kazachstán  |                                              |                                        | 1 (2016)             | 1 (2018)       |            |
| 8.     | Belgie      |                                              |                                        | 1 (1996)             |                |            |
| 9.     | Nizozemsko  |                                              |                                        |                      | 1 (1999)       |            |
| 10.    | Ázerbájdžán |                                              |                                        |                      | 1 (2010)       |            |
| 11.    | Chorvatsko  |                                              |                                        |                      | 1 (2012)       |            |
| 12.    | Srbsko      |                                              |                                        |                      | 1 (2016)       |            |